# Die Bäume
Die Bäume ist das kleinste, nur wenige Zeilen umfassendes Prosastück von Franz Kafka in der Art eines Aphorismus, das im Rahmen des Bandes Betrachtung 1913 im Rowohlt-Verlag veröffentlicht wurde. Es entstand 1903/1904 und ist auch Bestandteil der ersten Niederschrift der Beschreibung eines Kampfes.

## Inhalt
Die Menschen werden mit Baumstämmen im Schnee verglichen. Scheinbar liegen diese glatt auf und sind leicht zu verschieben. Aber das ist nicht so, denn sie sind fest mit dem Boden verbunden, aber „sogar das ist nur scheinbar“.

## Textanalyse
Für diese frühen wenig interpretierten Zeilen ist auffallend, dass der Autor sich mit der Allgemeinheit tatsächlich auch inhaltlich ohne Vorbehalte zu einem „wir“ verbindet, eine für Kafka eher seltene Perspektive. Ansonsten steht er meist als Einzelner den anderen gegenüber. Die Aussage, die er trifft, soll also hier allgemein gelten; nämlich, dass wir tatsächlich oder doch eher scheinbar im Leben fest verankert sind.
Unsere Wurzeln in Familie, Kultur etc. binden uns jedoch nur scheinbar, also haben wir keinen wirklichen Halt, gleichzeitig ist das aber auch Freiheit. Es drückt die Unsicherheit über den Stand im Hier und Jetzt und den Blick des Selbst auf sich und die anderen aus. Der Prozess des Schreibens ist für Kafka eine Möglichkeit des Existierens, aber auch das ist „nur scheinbar“.

## Ausgaben
- Paul Raabe (Hrsg.): Franz Kafka. Sämtliche Erzählungen. S. Fischer Verlag, 1977, ISBN 3-596-21078-X.
- Roger Hermes (Hrsg.): Franz Kafka. Die Erzählungen. Fischer Verlag 1996, ISBN 3-596-13270-3. (Originalfassung)
- Wolf Kittler, Hans-Gerd Koch, Gerhard Neumann (Hrsg.): Franz Kafka: Drucke zu Lebzeiten. Fischer Verlag, Frankfurt a. M. 2002, S. 33, ISBN 3-59-615700-5.
- Wolf Kittler, Hans-Gerd Koch, Gerhard Neumann (Hrsg.): Franz Kafka: Nachgelassene Schriften und Fragmente I. Fischer Verlag, Frankfurt a. M. 2002, S. 166.

## Sekundärliteratur
- Peter-André Alt: Franz Kafka: Der ewige Sohn. Eine Biographie. Verlag C.H. Beck, München 2005, ISBN 3-406-53441-4.
- Bettina von Jagow, Oliver Jahraus: Kafka-Handbuch. Leben-Werk-Wirkung. Vandenhoeck & Ruprecht, 2008, ISBN 978-3-525-20852-6.
- Tilly Kübler-Jung: Einblicke in Franz Kafkas „Betrachtung“. Analyse und literaturgeschichtliche Einordnung. Tectum-Verlag, Marburg 2005, ISBN 3-828-88799-6.